# Mandau-Kaserne

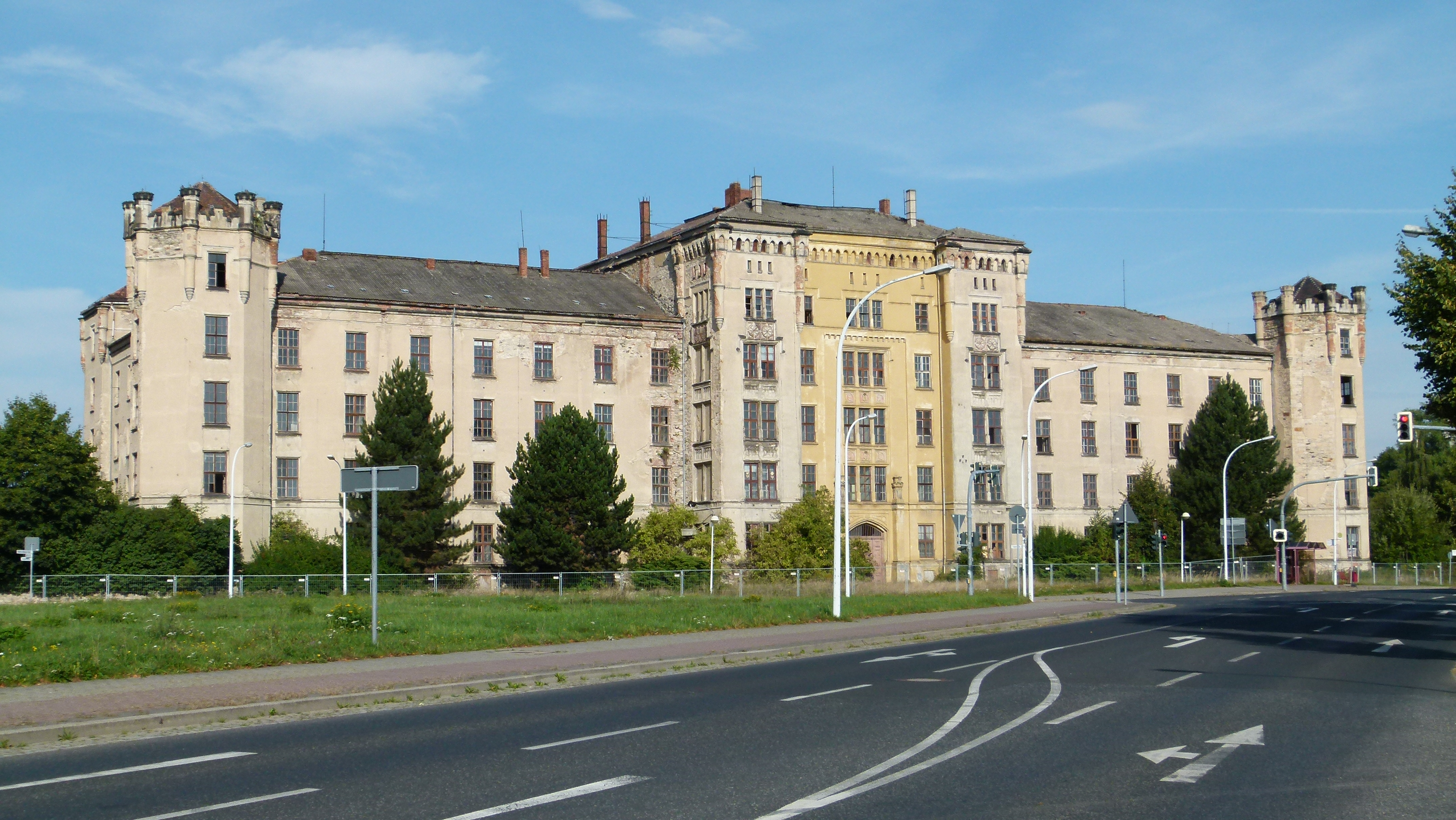
Mandau-Kaserne am Martin-Wehnert-Platz 2, 2015

Die Mandau-Kaserne ist ein historisches Gebäude in Zittau, das durch seine neobyzantinische Architektur, seine wechselvolle Nutzungsgeschichte sowie seine städtebauliche Lage und Dimension als Solitär hervorsticht. Sie wurde ursprünglich als Garnison für das königlich-sächsische Militär errichtet und später für zivile Zwecke genutzt.

## Geschichte

### Bau und Nutzung als Kaserne

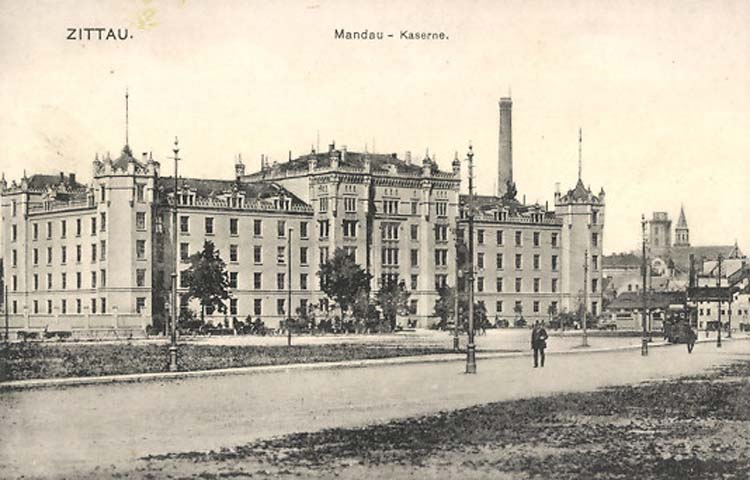
Mandau-Kaserne, ca. 1890

Die Grundsteinlegung der Mandau-Kaserne erfolgte im April 1868 durch Bürgermeister Haberkorn auf der ehemaligen Bleiche. Der Entwurf stammte vom Zittauer Stadtbaumeister Emil Trummler in Zusammenarbeit mit einem Militärarchitekten. Das Richtfest wurde am 6. November 1868 in großem Stil an der Mandaukaserne gefeiert. Bereits im Oktober 1869 wurde das Gebäude fertiggestellt und diente als Unterkunft für etwa 1.200 Soldaten des 3. Infanterie-Regiments Nr. 102 des XII. Königlich-Sächsischen Armeekorps. Das Bauwerk war für die damalige Zeit modern ausgestattet, unter anderem mit Zentralheizung und Dampfküche.
Das Haus erhielt 1893 offiziell den Namen Mandau-Kaserne. 1897 erfolgte die Regulierung der Mandau mit dem heutigen Flussbett und 1898 entstand vor dem Haus eine Freifläche, der Königsplatz (heute Martin-Wehnert-Platz).

### Nutzung nach dem Ersten Weltkrieg als Wohngebäude
Nach dem Ende des Ersten Weltkriegs und der Auflösung des Regiments 1918 verlor die Kaserne ihre militärische Funktion. Ab 1920 wurde sie als Wohngebäude genutzt, in dem bis zu 500 Personen lebten.
1922 war sie Unterkunft von noch nicht geklärten Nutzern, Soldaten hinterließen eine Wandmalerei von 1923. 1960 übernahm der VEB Kommunale Wohnungsverwaltung das Gebäude mit 120 Mietern, das noch bis 1997 bewohnt war.

### Denkmalschutz und Leerstand bis heute
Im Jahr 1983 wurde die Mandau-Kaserne unter Denkmalschutz gestellt (Nr. 09271924, siehe Liste der Kulturdenkmale in Zittau Ost). 1994 ging das Gebäude in Landeseigentum über, später in Privatbesitz. Seit 1997 steht das Gebäude leer und wurde mehrfach vor dem Verfall bzw. Abriss bewahrt. Verschiedene Initiativen haben sich bemüht, den Verfall zu stoppen und eine neue Nutzung zu finden, so auch der Verein Freunde der Mandaukaserne Zittau e. V.

## Architektur
Die Mandau-Kaserne gilt als ein Beispiel neobyzantinischer Architektur: Das Gebäude besteht aus einem fünfgeschossigen Mittelteil, flankiert von viergeschossigen Seitenteilen und markanten fünfgeschossigen Ecktürmen mit Zinnen, die an eine mittelalterliche Festung oder Burganlage erinnern. Es umfasst etwa 200 Räume auf einer Gesamtwohnfläche von ca. 7.000 m² bei einer Grundstücksfläche von etwa 13.243 m². Sie ist ca. 120 lang und ca. 25 m hoch. Die Kaserne war für ihre Zeit technisch fortschrittlich ausgestattet, mit separaten Wohn- und Schlafräumen sowie moderner Infrastruktur.

## Kulturelle Bedeutung
Die Kaserne war nicht nur ein militärischer Stützpunkt, sondern auch ein wirtschaftlicher und kultureller Faktor für Zittau. Während ihrer militärischen Nutzung trugen die stationierten Soldaten zur Belebung der lokalen Wirtschaft bei. Die Militärkapelle des Regiments spielte regelmäßig Konzerte, die bei der Bevölkerung großen Anklang fanden.